# Acta diurna
Acta diurna (latin "dagliga krönikor", plural av actum diurnum) var i romerska republiken en typ av dagliga nyhetsnotiser. De uppkom i sin första form runt år 131 f.Kr. och blev senare ett slags officiellt dagblad, som på initiativ av Julius Caesar år 59 f.Kr. började att ges ut i Rom och därefter fortsatte att komma ut åtminstone till 200-talet e.Kr. Innehållet utgjordes, förutom av politiska nyheter, som dock endast meddelades i den mån det ansågs lämpligt från högsta ort, av notiser rörande kejsarfamiljen, järtecken och kuriositeter, samt tillkännagivanden om födelser och dödsfall, giftermål och skilsmässor m.m. inom den högsta societeten.
Acta diurna användes även som annonsorgan för affärsvärlden och alltså av goda skäl kunde betraktas som föregångare till våra moderna tidningar. De mångfaldigades genom avskrivare och fick tidvis stor spridning. Inget exemplar har dock bevarats till vår tid, men för antika forskare, bland vilka kan nämnas Asconius Pedianus, torde Acta diurna ha utgjort en värdefull historisk källa.
Offentliggörande av Acta diurna stoppades när kejsarens säte flyttades till Konstantinopel.
Acta diurna införde uttrycket "publicare et propagare", som betyder "att offentliggöra och sprida". Detta uttryck sattes i slutet av texterna och proklamerade en utgivning till både romerska medborgare och icke-medborgare.
"Acta Diurna" användes också som titel på en neolatinsk tidning, utgiven av Centaur Books.